# Nucleus (album)
Albums de Sonny Rollins
The Cutting Edge
(1974) The Way I Feel
(1976)
Nucleus est un album du saxophoniste ténor Sonny Rollins paru en 1975 sur le label Milestone.

## Réception
L'auteur et critique de jazz Scott Yanow souligne sur AllMusic que les années 1970 et 1980 de Sonny Rollins ont été décevantes pour ceux qui suivent le saxophoniste de près, cet album ne faisant pas exception et il écrit que « ce rendez-vous funky a ses moments (qui inclut une nouvelle version de My Reverie) mais est finalement loin de pouvoir suggérer quelques nouvelles innovations ». Les critiques de jazz Richard Cook et Brian Morton expriment également cette impression en écrivant que les deux albums « Nucleus et The Way I Feel s'engagent tous les deux dans un véritable désastre », néanmoins ils ajoutent que « le premier a au moins quelques éléments intéressants et l'interprétation très lente de Rollins sur My Reverie est au contraire convaincante, mais le groupe a les pieds enchaîné ».

## Titres
| N°     | Titre          | Compositeur                   | Durée |
| ------ | -------------- | ----------------------------- | ----- |
| Face 1 |                |                               |       |
| 1.     | Lucille        | Sonny Rollins                 | 6:03  |
| 2.     | Gwaligo        | Sonny Rollins                 | 5:56  |
| 3.     | Are You Ready? | Sonny Rollins                 | 4:06  |
| 4.     | Azalea         | Sonny Rollins                 | 4:45  |
| Face 2 |                |                               |       |
| 5.     | Newkleus       | Sonny Rollins                 | 5:13  |
| 6.     | Cosmet         | Sonny Rollins                 | 7:18  |
| 7.     | My Reverie     | Larry Clinton, Claude Debussy | 7:41  |

## Enregistrement
Les morceaux sont enregistrés du 2 au 5 septembre 1975 au Fantasy Studios à Berkeley (Californie).
| Musicien      | Instrument                  | Titre    |  | Équipe technique  |                      |
| ------------- | --------------------------- | -------- |  | ----------------- | -------------------- |
| Sonny Rollins | saxophone ténor             | 1-7      |  | Orrin Keepnews    | producteur           |
| Bennie Maupin | saxophone ténor, clarinette | 1-7      |  | Phil Carroll      | direction artistique |
| George Duke   | piano                       | 1-5      |  | Eddie Bill Harris | ingénieur            |
| Bob Cranshaw  | basse                       | 4        |  | Phil Bray         | photographie         |
| Raul de Souza | trombone                    | 1-4, 6-7 |  |                   |                      |
| Chuck Rainey  | guitare électrique          | 1-3, 5-7 |  |                   |                      |
| James Mtume   | congas, percussions         | 1-4, 6-7 |  |                   |                      |
| Eddie Moore   | batterie                    | 1-3, 5-7 |  |                   |                      |
| Roy McCurdy   | batterie                    | 4        |  |                   |                      |